# Чвертко, Пётр Владимирович
Пётр Владимирович Чвертко (3 октября 1915, дер. Дадоровка, Мглинский уезд, Черниговская губерния, Российская империя — 16.11.2000, г. Сочи Краснодарского края) — советский организатор органов государственной безопасности, председатель КГБ при Совете Министров Киргизской ССР (1961—1967), при Совете Министров Молдавской ССР (1967—1975), генерал-майор.

## Биография
Родился в семье крестьянина-бедняка. Русский.
Член ВКП(б) с октября 1939 г. В 1937 г. окончил Высшую Коммунистическую сельскохозяйственную академию им. В. М. Молотова в Смоленске. В 1950 г. заочно окончил исторический факультет Краснодарского государственного педагогического института.
С 1933 г. — колхозник колхоза «Верный Путь» (д. Дадоровка Почепского района Западной области), с 1934 г. — секретарь сельского Совета депутатов трудящихся в с. Стрюково Почепского района Западной обл. С 1935 г. — сотрудник отдела по работе с пионерами Почепчского районного комитета ВЛКСМ Брянской области. С 1937 г. — заведующий отделом по работе с пионерми Мосальского районного комитета ВЛКСМ Смоленской области, затем — преподаватель истории и географии неполной средней школы в Мосальске. С 1938 г. — директор детского дома им В. И. Ленина. С июня 1938 г. — секретарь Мосальского районного комитета ВЛКСМ, с 1939 г. — заведующий отделом крестьянской молодежи Смоленского областного комитета ВЛКСМ.
В органах внутренних дел и государственной безопасности с октября 1940 г.
Службу начал в должности начальника политического отдела Смоленской школы среднего и младшего начальствующего состава рабоче-крестьянской милиции НКВД СССР, в 1941 г. перевден в органы государственной безопасности:
- 1941—1942 гг. — заместитель начальника 5-го отделения 4-го отдела УНКВД по Смоленской области,
- январь-апрель 1942 г. — сотрудник оперативной группы 4-го Управления НКВД СССР, действовавшей в полосе 16-й армии Западного фронта,
- апрель-ноябрь 1942 г. — заместитель начальника 3-го отделения того же отдела, начальник опергруппы 4-го Управления при 33-й, 43-й и 49-й армиях Западного фронта,
- 1942—1943 гг. — на учебе в Высшей Школе НКВД СССР,
- апрель-июль 1943 г. прикомандирован к опергруппе НКГБ, занимавшейся изъятием выявленных немецких пособников в Краснодарском крае,
- июль-октябрь 1943 г. — заместитель начальника,
- 1943—1946 гг. — начальник 2-го отделения отдела УНКГБ по г. Сочи,
- февраль-октябрь 1946 г. — начальник 3-го отделения 2-го отдела УНКГБ по г. Сочи,
- 1946—1949 гг. — освобожденный секретарь партийного бюро УМГБ по г. Сочи,
- 1949—1952 гг. — на руководящих должностях в УМГБ,
- 1952—1953 гг. — начальник отдела УМГБ по г. Сочи.

Затем занимал руководящие должности в системе органов государственной безопасности СССР:
- 1953—1954 гг. — заместитель начальника УМВД по Краснодарскому краю — начальник отдела по г. Сочи,
- 1954—1957 гг. — начальник Управления КГБ по Ростовской области,
- 1957—1961 гг. — начальник Управления КГБ по Краснодарскому краю,
- 1961—1967 гг. — председатель КГБ при Совете Министров Киргизской ССР,
- 1967—1975 гг. — председатель КГБ при Совете Министров Молдавской ССР,
- 1975—1982 гг. — старший офицер связи при окружном УМГБ ГДР в Дрездене группы координации и связи аппарата Уполномоченного КГБ по координации и связи с МГБ ГДР.

В апреле 1982 г. уволен в запас по возрасту.
Умер 16 ноября 2000 г., похоронен в г. Сочи Краснодарского края.

## Награды и звания
Награжден орденами Красного Знамени и Отечественной войны I степени, медалями.
Генерал-майор.